# Albero V. von Kuenring-Dürnstein

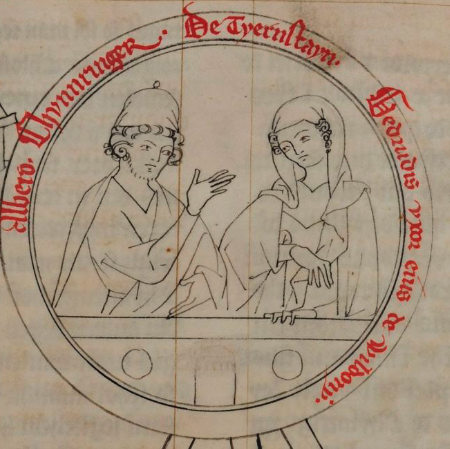
Albero von Kuenring und Gertrude von Wildon

Albero V. von Kuenring-Dürnstein (* um 1215; † 8. Jänner 1260) war ein Ministerialadeliger im  Herzogtum Österreich aus dem Geschlecht der Kuenringer.

## Leben
Der urkundlich 1240 erstmals erwähnte Albero V. wurde vermutlich zwischen 1210 und 1215 als älterer Sohn Hadmars III., der auch „Hund“ von Kuenring genannt wird, geboren. Nachdem die Söhne seines Onkels Heinrich III. ohne Erben gestorben waren, führte er gemeinsam mit seinem Bruder Heinrich IV. die Familientradition fort, wobei es zur Aufteilung der Interessenschwerpunkte zwischen den Brüdern kam: Albero bekam Dürnstein mit den Besitzungen an der Donau und in der Wachau sowie die Städte Zwettl und Zistersdorf. Die Linie nannte sich fortan „Kuenring-Dürnstein“. Die Schwerpunkte von Heinrich wurden das nördliche Waldviertel mit dem Zentrum Weitra. Die Linie nannte sich fortan „Kuenring-Weitra“. Seit etwa 1250 spricht man daher von einer Dürnsteiner Linie und einer Linie Weitra-Seefeld. Allerdings kam es nie zu einer Realteilung, sondern es übernahm meist ein Mitglied des Geschlechtes die Führungsrolle.
Im Laufe des 13. Jahrhunderts waren die Kuenringer von Ministerialen des Landesfürsten zu Ministerialen des Landes („ministeriales Austriae“) geworden, die Garanten für die Kontinuität des Landes waren. Albero und sein Bruder Heinrich
knüpften enge Beziehungen zum steirischen und mährischen Adel und gehörten als Landesherren zur adeligen Führungsschicht des Landes.
Albero V. nannte sich nach dem Tod des letzten Babenbergerherzogs Friedrich des Streitbaren in der Schlacht an der Leitha im Jahre 1246 „Hauptmann Österreichs“ („capitaneus Austriae“). Als 1251 der böhmische Kronprinz Ottokar II. Přemysl als Landesfürst ins Land geholt wurde, benötigte er für seine Landesherrschaft die Landesherren, wobei die Kuenringer zu seinen mächtigsten Stützen gehörten.
Albero war oberster Schenk und kümmerte sich als Familiensenior um die österreichischen Angelegenheiten. Er war mit Gertrud von Wildon verheiratet und hatte drei Söhne, Leutold, Albero und Heinrich. Durch diese Heirat gelangte er 1249 in den Besitz der oberen Feste der Riegersburg und von Ziegersberg, Gutenberg und Weiz.
Nach dem Tod von Albero 1260 übernahm sein Bruder Heinrich die Führungsrolle der Kuenringer-Familie. Zum bedeutendsten Kuenringer sollte schließlich Alberos ältester Sohn Leutold I. werden.